# محافظة الحريق
محافظة الحريق هيَ إحدى المحافظات التابعة لمنطقة الرياض في السعودية، تبعد عن العاصمة الرياض بمسافة (200 كم)، وتقع مُحافظة الحريق تحديداً فيما يُعرف بـوادي نعام في منطقة جبل طويق جنوب نجد. وتسكنها قبيلة الهزازنة من عنزة الوائلية.

## الموقع والحدود
و يحدها من الشمال محافظة المزاحمية ومحافظة ضرماء ومحافظة الخرج ومن الجنوب محافظة حوطة بني تميم ومحافظة الأفلاج ومن الشرق محافظة الخرج ومحافظة حوطة بنى تميم ومن الغرب محافظة القويعية.
تضم منطقة الحريق: بلدة النعام في الجهة الشرقية، وبلدة الحريق في الجهة الغربية، وبلدة المفيجر التي تقع بين بلدتي: (النعام والحريق)، "(وتقع الأماكن الثلاثة عبر "وادي بريك" المصعد من أسفل حوطة بني تميم غرباً إلى وادي نعام حتى الريع غرب مدينة "الحريق" مما يلي بلدة "الرين".
وما صعد من ذلك الوادي في الناحية الغربية يعرف بوادي "بني قشير: وما انحدر منه شرقاً يعرف "بالمجازة".
وقد أشار ياقوت الحموي في «معجم البلدان» إلى تحديد المجازة فقال:«نعام بالفتح بلفظ اسم جنس النعامة من الحيوان وادٍ باليمامة لبني» هزان«في أعلى المجازة من أرض اليمامة كثير النخل والزرع».
وعن "برك" ذكر أحمد بن محمد الهمداني في "صفة جزيرة العرب" أن: "
أول ديار ربيعة باليمامة مبدأها من أعلاها -أولاً- دار هزان، وهو واد يقال له المجازة أعلاه وادي نعام قال: واسم الوادي نفسه «نعامه)».
تقع محافظة الحريق جنوب مدينة الرياض عاصمة المملكة العربية السعودية على بعد (135 كم) من الرياض، مرورا بمحافظة الخرج وحوطة بني تميم.

## المساحة والسكان
- تبلغ مساحتها 6790 كلم2.
- بلغ عدد سكان محافظة الحريق (10,864) نسمة حسب تعداد السعودية 2022، عدد السعوديين (9.237) نسمة، وعدد غير السعوديين (1,627) نسمة.[5]

## مؤسس محافظة الحريق
تأسست محافظة الحريق على يد الأمير رشيد بن مسعود بن سعد بن سعيدان بن فاضل الهزاني العنزي

## التاريخ
الحريق: على صفة حريق النار. هي بلدة في أعلى وادي نعام، بناها وغرسها الأمير رشيد بن مسعود الهزاني العنزي سنة 1040 هـ عندما قدم إليها من بلدة نعام، وقد ذكر ابن بشر في كتابه: (عنوان المجد في تاريخ نجد)، وابن عيسى في كتابه:(تاريخ بعض الحوادث في نجد):
«الذي بنى الحريق وغرسه هو الأمير رشيد بن مسعود بن سعد الهزاني العنزي سنة 1040هـ، وتداولته ذريته من بعده».
واستمرت إمارة الحريق في ذرية الهزازنة. وقد أصبحت الحريق بلدة عامرة بالسكان والنخيل والمزارع. تميزت بخصوبة أرضها وعذوبة مائها، وجبالها الشاهقة واتساع حدودها حتى طغت شهرة الحريق على ما حولها من البلدان وأصبح يسمى «وادي الحريق» بدلًا من اسمه القديم «وادي نعام».
ووادي الحريق عبارة عن ملتقى واديين كبيرين يعرفان بالأيمن والأيسر، وكل واد منهما به روافد كثيرة، وبها من الشعاب ثلاثمائة وستون شعيبًا، تنحدر سيولها في هذين الواديين ثم تجتمع في وادي الحريق الكبير والذي يسمى (وادي المجامع).

## تأسيس الحريق
استولى الأمير رشيد بن مسعود الهزاني على بلدة نعام، واستتب الحكم له واستمر فيها إلى أن وجد أن إحدى نواحي نعام عامرة بالزرع والنخيل وبها مياه عذبة فقرر أمير نعام (الأمير رشيد الهزاني) أن يسكن تلك المنطقة فذهب إليها، وحينما أراد ان يبني له بيتًا لم يستطع لكثافة أشجار الطلح، والسلم، والسمر، وعندها قام بإحراق تلك الأشجار ليفسح المكان لبناء بيته ثم أمر من كان معه بان يحرقوا أشجار جميع تلك الناحية، وسميت بعد ذلك بـ (الحريق) فسكن الأمير رشيد الهزاني الحريق وكان ذلك عام 1040هـ، وترك بلدة نعام تحت نفوذه وولايته، فجعل ابنه راشد أميرًا على نعام وهو جد آل هلال.
ثم تعاقب أبناء هذه الأسرة على إمارة بلدة نعام إلى يومنا هذا، وبعد وفاة الأمير رشيد بن مسعود الهزاني في الحريق، تولى إمارة الحريق بعده الهزازنة، واستمرت الإمارة بعد ذلك في ذرية الهزازنة.

## إمارة الحريق
واستمرت إمارة الحريق في ذرية الأمير رشيد بن مسعود الهزاني، ولذا ينبغي علينا أن نذكر الأمراء الذين تولوا إمارة الحريق من الهزازنة:
1- مؤسس وباني الحريق الأمير الشيخ / رشيد بن مسعود بن سعد الهزاني
2- الأمير / حمد بن رشيد بن مسعود الهزاني
3- الأمير / مشاري بن حمد رشيد الهزاني
4- الأمير / تركي بن مشاري بن حمد الهزاني
5- الأمير / عثمان بن حمد بن رشيد الهزاني
6- الأمير / حمد بن عثمان بن حمد الهزاني: (وقد قتل سنة 1165هـ)
7- الأمير الشاعر / محسن بن عثمان بن حمد الهزاني
8- الأمير / زيد بن عثمان بن حمد الهزاني
9- الأمير / محمد بن رشيد بن حمد الهزاني: وقد ذكر ابن بشر أنه في سنة 1188هـ قدم الدرعية الأميرحمد بن رشيد الهزاني صاحب حريق نعام وأعلن انقياده وإيمانه بدعوة الشيخ محمد بن عبد الوهاب
10- الأمير / زيد بن راشد بن رشيد الهزاني: وقد قتل في عام 1199 هـ في معركة في الخرج جاء في الجمهرة (وفي سنة 1199 سار سعود بن عبدالعزيزإلى الخرج فصادف في طريقة قافلة لأهل الخرج وغيرهم خارجة من الأحساء فاخذها وقتل نحو سبعين رجلا منهم زامل بن زيد بن زامل العايذي صاحب بلد الدلم وزيد الهزاني صاحب بلد حريق نعام).
11- الأمير / حسين بن راشد بن رشيد الهزاني
12- الأمير / تركي بن عبد الله بن رشيد الهزاني: وهو الذي خرج سنة 1253هـ على رأس جيش الحريق لمساعدة أهل الحلوة في صد العدوان التركي، حيث إن عساكر الترك أخضعت جميع بلدان نجد تحت سيطرتهم ثم غزو منطقة الفرع بسبعة آلاف مقاتل لإخضاع أهلها بالقوة ولكن أهل الفرع أنزلوا بعساكر الترك هزيمة ساحقة ليس لها مثيل وهزموهم هزيمة عظيمة لم يهزم الترك هزيمة قبلها في نجد.
13- الأمير / سعد بن تركي بن عبد الله الهزاني: كان ممن ناوأ الأتراك مع الإمام فيصل بن تركي سنة 1254هـ ومع عبد الله بن ثنيان سنة 1257 هـ، ووقف مع عبد الله بن ثنيان بن سعود سنة 1257 حينما كتب إلى أهل الحريق فقدم إليه سعد بن تركي الهزاني في سبعين رجلا من أهل الحريق حينما توجه إلى ضرما ومن ثم الدرعية وعرقه.
14- الأمير / ناصر بن سعد بن تركي الهزاني
15- الأمير / عبد الله بن تركي بن عبد الله الهزاني
16- الأمير / عبد الله بن رشيد بن عبد الله الهزاني
17- الأمير / محمد (محماس) بن عبد الله بن رشيد الهزاني: وهو الذي وقف مع الملك عبد العزيز في التصدي لجيش ابن رشيد حينما نزل الدلم وكان يريد الملك عبد العزيز فأرسل الملك أخاه سعد بن عبد الرحمن آل سعود إلى الحريق ونعام يستنجد أهلها فاستقبله الأمير محماس، وذهب الملك عبد العزيز إلى الحوطة فطلب من أهلها النصرة، ثم بعد ذلك تجمعت الجيوش للملك عبد العزيز من أهل الحريق ونعام والحوطة فبلغ عددهم ألف وخمسمائة مقاتل، وكان الأمير محماس على رأس جيش الحريق وانتصروا في تلك المعركة.

## محافظة الحريق في العصر الحديث
أُنشئت أول مدرسة ابتدائية للبنين في عهد الملك عبد العزيز بالحريق عام 1370هـ، ويوجد في محافظة الحريق عدد من الإدارات الحكومية وقد تخرج من أبناء محافظة الحريق العديد ممن أسهموا في خدمة الوطن. ويمتاز أهالي الحريق بقوة الترابط فيما بينهم ومشاركة بعضهم البعض ويمثلون أسرة واحدة في مناسباتهم.

## مواقف وأحداث الهزازنة
سنة 1165 هجري يذكر ابن بشر: «وفيها ساروا جلوية بلد ضرما بأهل الجنوب والوشم وسدير ونازلوا ضرما أياما ونصبوا عليها السلالم وقتل من أهل سدير والوشم ومن تبعهم ثلاثون رجلا ومن أهل الجنوب عشرون رجلا منهم حمد بن عثمان الهزاني»

### مبايعة الهزازنة للإمام محمد بن سعود
وفي سنة 1188 للهجرة انقاد الهزازنة لدعوة الشيخ محمد بن عبد الوهاب وقدموا على الدرعية وبايعوا على دين الله ورسوله بقيادة أمير الحريق محمد بن رشيد الهزاني، يقول ابن بشر: «وفيها بايعوا أهل منيخ ومحمد بن رشيد الهزاني صاحب حريق نعام لعبد العزيز والشيخ على دين الله ورسوله، والسمع والطاعة»

### وقوف الهزازنة مع أهل الرس عند حصارها سنة 1232هـ
يشارك الهزازنة في الوقوف مع أهل الرس بعد أن حاصرهم الجيش التركي بقيادة أمير الحريق تركي الهزاني يقول ابن بشر:«أرسل عبد الله بن سعود مرابطة مع حسن بن مزروع والهزاني صاحب حريق نعام فحاصرهم الترك أشد الحصار وتابعوا الحرب عليهم في الليل والنهار، كل يوم يسوق الباشا على سورها صناديد الروم....فأنزل الله السكينة على أهل البلاد والمرابطة وقاتلوا قتال من حمى الأهل والعيال وصبروا صبرا ليس له مثال»

### الهزازنة يشاركون في الدفاع عن الدرعية وفي سنة 1233 هـ
يشارك الهزازنة في الدفاع عن عاصمة الدولة السعودية (الدرعية) بعد أن فرض قائد الجيش التركي إبراهيم باشا حصاره عليها يقول ابن بشر:«وتقدم تركي بن عبد الله الهزاني صاحب حريق نعام ومعه عدد من رجال أهل الحريق وغيرهم وصاروا بين المسلمين والترك...»

### الهزازنة يشاركون في إيقاع أعظم هزيمة على عساكر الترك سنة 1253هـ
يبدي الهزازنة موقفا بطوليًا عظيمًا في الدفاع عن وطنهم ودينهم هم ومن كان معهم من قبائل وأسر منطقة الفرع، حيث إن عساكر الترك أخضعت جميع بلدان نجد تحت سيطرتهم ثم غزو منطقة الفرع بسبعة آلاف مقاتل لإخضاع أهلها بالقوة ولكن أهل الفرع أنزلوا بعساكر الترك هزيمة ساحقة لم يهزم الترك هزيمة قبلها في نجد وكان على رأس جيش أهل الحريق الأمير تركي بن عبد الله بن رشيد الهزاني وعلى رأس جيش أهل نعام الأمير/ زيد بن هلال بن حسين آل هلال الهزاني، وقد فصل تلك المعركة أبن بشر في تاريخه عن أحداث هذه السنة. ودوت أصداء هذه الحادثة الشهيرة في بلدان الجزيرة العربية فعلم بها القاصي والداني
ويقول عبيد ابن رشيد مثنيا على موقف الهزازنة البطولي:
«اللي عطا حق الديار الهزازين ... وحنا إلى عدت علوم القبايل»
ويقول الإمام فيصل بن تركي رحمه الله مثنياً على هذا الانتصار الكبير:
«ضفتي هل العارض وعشوك باشنـاق ... وأهل الفُرع عشوك روس الطوابير»

## المعالم الأثرية
سور الحريق القديم: وهو عبارة عن سور لحماية البلدة من الجهة الغربية، بناه الأمير تركي بن عبد الله الهزاني سنة 1253 هـ في عهد الإمام فيصل بن تركي آل سعود، وذلك عندما قدمت عساكر الترك وأعوانهم للمنطقة وأعلن تركي الهزاني ورؤساء أهل حوطة بني تميم رفضهم لحكم الترك ومحاربتهم، فقام الأمير تركي بن عبد الله الهزاني بحفر خندق من الجهة الغربية للحريق ممتد من الجبل الشمالي إلى الجبل الجنوبي وبناء سور موازٍ له جعل في هذا السور أبراجا بها فتحات للحراس تحسبا لقدوم عساكر الترك من جهة الحريق، إلا أن عساكر الترك ومن معهم قدموا من جهة حوطة بني تميم واتجهوا إلى- الحلوة فسار إليهم الأمير تركي الهزاني بجمع عظيم من أهل الحريق وأهل نعام مع أميرهم زيد بن هلال الهزاني
لمشاركة أهل الحوطة والحلوة وحاصروهم في الحلوة ووقعت بينهم معركة عظيمة انتهت بهزيمة عساكر الترك وأعوانهم وقد ذكر ذلك ابن بشر في كتابه (عنوان المجد في تاريخ نجد) ووصفها بالهزيمة العظيمة التي ما وقع لها نظير في القرون السالفة ولا في الخلوف الخالفة على عساكر الترك وأعوانهم. ولا تزال أجزاء من سور الحريق والأبراج باقية حتى الآن والتي تعد من الآثار والمعالم التاريخية في المحافظة.

## شعراء الحريق

### الأمير محسن الهزاني

#### اسمه ونسبه
هو الأمير الشاعر محسن بن عثمان بن حمد بن بن رشيد بن مسعود بن سعد بن سعيدان بن فاضل الهزاني العنزي

#### مولده ونشأته
ولد محسن الهزاني في بلدة الحريق، ونشأ محسن في الحريق ويقول ابن دبل عن موطن إقامته في الحريق: العثمانية مزرعة قديمة وسط نخيل مدينة الحريق بها معالم أطلال قديمة تدل على وجود قصر أثري كان عامرا آهلا وهو قصر الشاعر محسن الهزاني، ولم تزل القليب التي تستقي منها هذه المزرعة باقية إلى اليوم. ونستطيع أن نستشف من واقع أسرته الجهيرة الذكر ومن معطيات شعره وما حملته الروايات الشعبية عنه أنه نشأ في خفض من العيش وفي مقام أسري ملحوظ ومرتبة اجتماعية ممتازة بارزة هيأت له جوا من الانطلاق والحياة الغزلية الضاحكة، إلى ما وهب من وسامة وروح متفتحة أخاذة، وشاعرية مطبوعة مبدعة.

#### توليه إمارة الحريق
يذكر بعض من ترجموا لمحسن أنه تولى إمارة الحريق لفترة ثم اعتزل ويقول ابن خميس: وقد تولى الشاعر رئاسة الحريق مدة يسيرة. وينعته سوسان بشيخ الحريق. وفي أوصاف مادحيه له مايدل على أمير كما في قول ابن عفالق:
«وجيتوا خلاف السير دار الأمير ... مع الصبح ولا في عصير تراوحه
وخذ من أسير الود يا أمير ... رسالة دعاها غرام بالحشا منك لافحه»
ينتمي الشاعر محسن إلى أسرة كانت لها مكانتها المجتمع، هذا إلى جانب الصفات القيادية التي توافرت لديه ليه وأشاد بها الشعراء مما يجعله يتولى إمارة هذه البلده، كالشجاعة والكرم والرأي السديد. يعد الشاعر من أشهر أعلام الشعر النبطي في شبه الجزيرة العربية.

#### وفاته
توفي محسن الهزاني في بلدة الحريق عام 1220 هـ

### الأمير الشاعر عبد الله بن رشيد الهزاني (الدحملي)
هو الشاعر عبد الله بن رشيد الهزاني الملقب بـ «الدحملي» وهو جد الدحامله، كان أميرا على الحريق في وقته وعرف بالشجاعة - رحمه الله - وقد صاهره الأمير عبد الله بن سعود بن فيصل آل سعود فعبد الله بن رشيد هو جد لتركي وسعود أبناء عبد الله بن سعود وقد تربوا عنده ذكر صاحب كتاب النجم اللامع عند حديثه عن أبناء عبد الله بن سعود: (تركي وسعود أولاد عبد الله بن سعود بن فيصل وقد تربوا عند جدهم للأمهم عبد الله الهزاني أمير الحريق في وقته) ومن ما قال رحمه الله:
أبي أطلب اللي قاد رز ق المساكين ... رب العبـاد الخيّـرٍ المتجمـلـي
دنياك لا جارت ترى جورها شيـن ... زمانهـا لـو زان فيهـا اتبدلـي
كم أغوت الدنيا غـوات ومغويـن ... وترى المرض لا طال لازم يقتلـي
تبغي طريق الخير والحظ لك زين ... وأن درت درب الشر ترك مغربلي
وقال أيضًا:
يا الله يا جابر عظـام المكاسيـر ... يا مطفـي نـار تزايـد وقودهـا
يا الله بالدنيـا عليـك التدابيـر ... يا عالم بحالي رداهـا وجودهـا
يا مبصرٍ خلقه بحسن التباصيـر ... يا عالم تعلم خوافـي اسدودهـا
يا ساتر العورات يا راز ق الطير ... غبر الليالي بينـت لـي لدودهـا

### الأمير الشاعر ناصر بن حمد الهزاني
اشتهر رحمه الله بالشجاعة وكان وله وقفات كثيرة مع آل سعود وقد عينه الإمام فيصل بن تركي أميراً على وادي الدواسر ثم أميراً على الأفلاج، وقد وقف مع ابن رشيد في معركة بقعاء الشهيرة بين أبن رشيد وأهل القصيم عام 1257هـ وقد قال فيه عبيد العلي الرشيد:
إن رحت كنّه غادي لـي بعاريـن ... ولا جيت كني عارفٍ لي عرايـف
لا عاد أنا عديت عشـر الثمانيـن ... الموت مايبطي يجي لـه قرايـف
حبّيت من شانك جميع الهزازيـن ... وابغضت من شانك شيوخ الطوايف 
وكان رحمه الله شاعر ذو عاطفة جياشة وذوق شعري عالي وقد قال وهو يستغيث حين كان أميراً على الأفلاج ويستغيث لليلى وهي منطقة بالأفلاج:
يـاالله بـنـوٍ ناشـي ٍ مستخـيـلا ... أرقـاب مزنـه مثل نايف جبالـه
عسـاه يسقـي بالمقـاديـر ليـلـى ... سبـوعين عنـها مـا يفهيّ خيالـه
حيث أنهـا مـربـى ظبـي السليـلا ... خـودٍ هـوى قلبي عجايـب دلالـه
وقال أيضاً رحمه الله حينما تقدم به السن ولكن لا زالت قريحته الشعرية جياشه:
يامشتريـن الغي تـراي اسومـه ... ماعاد لي في بدع الأمثال حاجـة
القلب ترّك ما مضى مـن علومـه ... عقب المشيب القيل بدعـه سماجــة
لكن أشوفـه يوم خايـل سهومـه ... متحيّـرٍ ودّه بظبي الـزراجة
ومما قال في مدح الإمام عبد الله بن فيصل:
مني سلام لشيخنا نصرة الدين ... نصر الحنيفي عز نجد ونوره
عقاب فرس ادعا المشايخ كراوين ... مايفرس إلا من نوادر صقوره
وان قيل من هو قلت غش السلاطين ... عباد مرجام الحريب أخو نوره